# 譚維
譚維（1492年—？年），字元立，四川潼川州蓬溪縣人，明朝政治人物。

## 生平
五月二十五日生，行九，治《易經》，由國子生中式嘉靖四年（1525年）乙酉科四川鄉試第三十七名舉人，年四十七歲中式嘉靖十七年戊戌科會試中式第一百七十一名，第二甲第五十三名進士。授户部主事。

## 家族
曾祖譚必成；祖譚宣，知縣；父譚宗簡，封監察御史；母陳氏（封孺人）。慈侍下，妻張氏，兄珪；儼；价；冠（府同知）；采魁（倉大使）；纘（按察使副使）；純（義官），弟繼（監生）。